# Josef Heinrichs (Politiker)
Josef Heinrichs (* 15. April 1919 in Berrendorf; † 14. Februar 1994) war ein deutscher Politiker und ehemaliger Landtagsabgeordneter (SPD).

## Leben und Beruf
Nach dem Besuch der Volksschule absolvierte er eine kaufmännische Lehre und war danach kaufmännischer Angestellter. Im Anschluss an den Kriegsdienst war er bei der Arbeitsverwaltung als Angestellter beschäftigt.
Heinrichs war letzter Präfekt der katholischen Jugend Lendersdorf bis zur Auflösung durch die Nationalsozialisten. 1945 gehörte er zu den Mitbegründern der CDU in Lendersdorf. 1946 wurde er Mitglied der SPD und war in zahlreichen Parteigremien aktiv. So war Heinrichs in der SPD u. a. Mitglied des Unterbezirksvorstandes Düren, des Bezirksvorstandes Mittelrhein und des Landesausschusses Nordrhein-Westfalen. Außerdem war er Mitglied der Gewerkschaft Öffentliche Dienste, Transport und Verkehr.

## Abgeordneter
Vom 21. Juli 1958 bis 20. Juli 1962, vom 1. Oktober 1965 bis 23. Juli 1966 und vom 22. Oktober 1969 bis 27. Mai 1975 war Heinrichs Mitglied des Landtags des Landes Nordrhein-Westfalen. Er wurde in der vierten und siebten Wahlperiode über die Landesliste seiner Partei gewählt. In der fünften und sechsten Wahlperiode rückte er über die Reserveliste nach.
Dem Rat der Gemeinde Lendersdorf gehörte er von 1948 bis 1959 an und war von 1957 bis 1959 Bürgermeister. Im Kreistag des Landkreises Düren war er von 1948 bis 1959 vertreten. 